# Terry Hayes
Terry Hayes (Sussex, 8 ottobre 1951) è uno sceneggiatore, produttore cinematografico e scrittore britannico naturalizzato australiano.

## Biografia
Nato nel Sussex, Hayes si trasferisce quando era piccolo in Australia. Appassionatosi alla letteratura, decide tuttavia di perseguire la carriera di giornalista su consiglio dei genitori, che la ritenevano una professione più stabile di quella di scrittore. All'età di ventun'anni, Hayes si trasferisce negli Stati Uniti come corrispondente estero del Sydney Morning Herald a New York, seguendo e documentando da vicino diversi eventi storici e politici americani, tra cui lo scandalo Watergate e le dimissioni di Nixon. Due anni dopo, ritorna a Sydney, dove diventa un giornalista investigativo e opinionista. Successivamente, si ritira da giornalismo e diventa un autore radiofonico trattando di politica, cinema e attualità.
In quel periodo, conosce fortuitamente George Miller, che gli offre di scrivere il romanzamento del suo film Interceptor (1979). Trovatosi bene a lavorare con Hayes, Miller finisce per scriverci assieme la sceneggiatura del sequel del film, Interceptor - Il guerriero della strada (1981). È l'inizio di una lunga collaborazione tra i due, che firmano anche la sceneggiatura di Mad Max oltre la sfera del tuono e di un gran numero di film e miniserie televisive, tra cui Vietnam e Bangkok Hilton, entrambe con Nicole Kidman. Nel 1989 Hayes scrive e co-produce Ore 10: calma piatta, il cui successo apre ad Hayes e alla Kidman le porte di Hollywood. Trasferitosi a Los Angeles, Hayes lavora per diversi studios hollywoodiani, scrivendo film quali Payback - La rivincita di Porter (1999), dove ritrova l'australiano Mel Gibson, e La vera storia di Jack lo squartatore - From Hell (2001), tratto dall'omonima graphic novel di Alan Moore e che gli vale una nomination premio Bram Stoker alla sceneggiatura. Lavora anche come script doctor a film come Il regno del fuoco (2002), Cliffhanger - L'ultima sfida (1993) and Flightplan - Mistero in volo (2005).
Il suo romanzo d'esordio, il thriller di spionaggio Pilgrim (I Am Pilgrim), viene pubblicato nel 2013. Divenuto un bestseller e tradotto in 30 lingue, i diritti cinematografici del romanzo vengono acquistati nel 2014 dalla Metro-Goldwyn-Mayer, che ne affida la sceneggiatura allo stesso Hayes. Il suo secondo romanzo, intitolato The Year of the Locust e da lui descritto come "un incrocio tra Caccia a Ottobre Rosso e Terminator", verrà pubblicato nel corso del 2018.
Vive in Svizzera con la moglie e i quattro figli.

## Filmografia

### Sceneggiatore

#### Cinema
- Interceptor - Il guerriero della strada (Mad Max 2), regia di George Miller (1981)
- Mad Max oltre la sfera del tuono (Mad Max Beyond Thunderdome), regia di George Miller (1981)
- Ore 10: Calma piatta (Dead Calm), regia di Phillip Noyce (1989)
- Matrimonio sotto assedio (Mr. Reliable), regia di Nadia Tass (1996)
- Payback - La rivincita di Porter (Payback), regia di Brian Helgeland (1999)
- Vertical Limit, regia di Martin Campbell (2000)
- La vera storia di Jack lo squartatore - From Hell (From Hell), regia dei fratelli Hughes (2001)

#### Televisione
- The Dismissal - miniserie TV, 3 episodi (1983)
- Bodyline - miniserie TV, 3 episodi (1984)
- Vietnam - miniserie TV, 10 episodi (1987)
- The Dirtwater Dynasty - miniserie TV, 5 episodi (1988)
- Bangkok Hilton - miniserie TV, 3 episodi (1989)

### Produttore

#### Cinema
- The Year My Voice Broke, regia di John Duigan (1987)
- Ore 10: Calma piatta (Dead Calm), regia di Phillip Noyce (1989)
- Flirting, regia di John Duigan (1991)
- Matrimonio sotto assedio (Mr. Reliable), regia di Nadia Tass (1996)

#### Televisione
- The Dismissal - miniserie TV, 3 episodi (1983)
- The Cowra Breakout - miniserie TV, 5 episodi (1985)
- Bodyline - miniserie TV, 7 episodi (1984)
- Vietnam - miniserie TV, 10 episodi (1987)
- The Dirtwater Dynasty - miniserie TV, 5 episodi (1988)
- The Clean Machine, regia di Ken Cameron - film TV (1988)
- The Riddle of the Stinson, regia di Chris Noonan - film TV (1988)
- Fragments of War: The Story of Damien Parer, regia di John Duigan (1988)
- Bangkok Hilton - miniserie TV, 3 episodi (1989)

## Opere
- (EN) I Am Pilgrim, Corgi Books, 2013, ISBN 978-0593064948.
  -  Pilgrim, collana Rizzoli Best, traduzione di Laura Bortoluzzi e Silvia Cavenaghi, Rizzoli, 2013, ISBN 9788817071833.
- (EN) The Year of the Locust, Penguin Books, 2023, ISBN 978-0593064962.
  -  L'anno della locusta, traduzione di Annamaria Biavasco, Valentina Guani e Annamaria Raffo, Rizzoli, 2024, ISBN 978-8817186667.

## Premi e riconoscimenti
- 1983 - Candidato al Premio Hugo per la miglior rappresentazione drammatica, forma lunga per Interceptor - Il guerriero della strada
- 1983 - Candidato al Saturn Award per la miglior sceneggiatura per Interceptor - Il guerriero della strada
- 1986 - Candidato al Saturn Award per la miglior sceneggiatura per Mad Max oltre la sfera del tuono
- 1987 - AACTA al miglior film per The Year My Voice Broke
- 1989 - Candidato all'AACTA al miglior film per Ore 10: calma piatta
- 1989 - Candidato all'AACTA al miglior sceneggiatura non originale per Ore 10: calma piatta
- 1990 - AACTA al miglior film per Flirting
- 1996 - Candidato all'AACTA al miglior film per Matrimonio sotto assedio
- 2002 - Candidato al premio Bram Stoker alla sceneggiatura per La vera storia di Jack lo squartatore - From Hell